# Berger János (hittudós)
Berger János (Budapest, 1841. november 23. – Budapest, 1909. július 4.) hittudós, esztergom-főegyházmegyei áldozópap és egyetemi rendes tanár, 1880–1881-ben a Budapesti Tudományegyetem rektora, egyházi író, a vaskoronarend lovagja.

## Élete
A hét gimnáziumi osztályt Pesten (1854–1861), a nyolcadikat mint növendék pap Nagyszombatban végezte; mire Bécsbe a Pázmán-intézetbe küldetett és a császári egyetemen (1862–1869) hittudományi tanulmányait befejezte. Misés pappá szenteltetett 1866. július 26-án és Udvardon káplánkodott. 1867-ben Esztergomba helyezték át, mint teológus tanár-helyettest; időközben a bécsi egyetemen hittudori oklevelet szerzett. 1874-től a budapesti egyetem teológiai karában az ószövetségi tudományok és értelmezéstan, a Szentírás magyarázat és a héber nyelv nyilvános rendes tanára lett. 1880–1881-ben az egyetem rektora volt; ekkor nyerte a III. osztályú vaskoronarendet. 1883-ban pedig a jog- és államtudományi karnál a kánonjogtudori szigorlatoknál primásérseki biztos és vizsgáló lett. 1892-ben pápai kamarássá nevezték ki.

## Művei
Fiatalabb korában a szépirodalommal is foglalkozott és magyar sőt görög költeményeken kívül különféle ünnepélyes alkalmakra magyar és latin ódákat is irt; egy négyfelvonásos drámája pedig növendékpap korában a convictus rectora tiszteletére a nagyszombati városi színpadon előadatott. Esztergomban Majer István alapító és elnök alatt a Korkérdések s Ismeretterjesztő Népiratok kiadásával foglalkozott (1868–1869) és az ottani Irodalmi egyletnek titkára volt. Vegyes tárgyú cikkei a Pesti Hirnökben, Magyar Sionban és a Religióban jelentek meg.
- Beszéd az 1876-77. évi tanszaknak a budapesti kir. magy. tudományegyetemnél szept. 10. történt ünnepélyes megnyitáskor. Budapest, 1876.
- Rectori székfoglaló beszéd, egyúttal értekezés a józan egy bölcsészetnek az ösztudomány jelen állása, igényei s szükségleteihez mért mielőbbi üdvös construálása iránti általános mozgalmak s előkészületekről, valamint az ezek körüli nehézségekről. Uo. 1880. (Acta Reg. Scient. Univ. Hung. I.)
- Az ösztudomány jelen állása az ebből folyó tanulságok és jövőben feladatteljes teendőink. Beszéd, melyet a budapesti kir. m. tud. egyetem ujjáalakításának CI. évében 1881. évi máj. 13. tartott. Uo. 1881. (Acta Reg. Scient. Univers. Hung. II.)
- Beszéd, melylyel rectori székéről lelépett, egyszersmind a tudományegyetem története az 1880-81. tanévben. Uo. 1881. (Acta Reg. Scient. Univ. Hung. 1.)

Autographált előadásai, számszerint tiz, tanítványai körében ismertek.
Kéziratban maradt: 
- Tractatus de virtutibus cardinalibus, in spectatis et in relatione ad virtutes theologicas (25 ív)
- Az amerikai rendszer történelmi, egyházjogi s egyházpolitikai megvilágításban (20 ív)